# La Pandilla del Punto Muerto
La Pandilla del Punto Muerto es un grupo de rock argentino nacido a principio de la década de 1980 en el Gran Buenos Aires.
La banda se ha mantenido como un nombre underground de la escena de rock porteña, y se ha mantenido especialmente activa desde la segunda mitad de los años 80 en adelante.

## Carrera
El origen del grupo se retrotrae a 1981, en la suburbana barriada de Valentín Alsina, al sur de la ciudad de Buenos Aires, con una banda de garaje llamada La Calle, formada por Jorge Marino, Alfredo Carrasco y Rubén Hanchuk.
El grupo propiamente dicho tomaría forma con la incorporación de Guillermo Gómez, en 1986, cuando la banda La Calle es rebautizada como La Pandilla del Punto Muerto, nombre que sería el definitivo.
A partir de allí salieron a tocar en cuanto lugar se los permitiera, bajo el lema "psicodelia suburbana". 
A raíz de la canción "Réquiem porteño", con letras de corte social, se los emparentó con el partido político MAS, aunque no tenían nada que ver con dicha formación.
Luego de algunos cambios en la alineación, el grupo quedó conformado por Gómez en batería, Hanchuk en bajo, Fabián Peluzzi en voz, Jorge Alaníz en teclados y Víctor Ferreyra en guitarra.
El estilo del grupo es algo difícil de definir, debido a la mezcla e incorporación de diferentes géneros musicales como el tango o el folclore argentino en su música, sin dejar por esto de ser una banda de rock, con aristas indie, hard rock y punk.
Logran editar un primer álbum, Ángeles con cara sucia, que aparece en 1992 por Del Cielito Records, disco en el que incluyen una versión del clásico de Led Zeppelin "Communication Breakdown", seguido por un segundo álbum titulado Siam Di Tella, editado por el sello Tribal en 1997.
En la portada de este álbum aparece precisamente una fotografía de un viejo Siam Di Tella 1500, automóvil clásico argentino de la década de 1960.
En el año 2001 es publicado a través del diario Página/12 un CD de La Pandilla denominado 30.000 gritos - Poemas de detenidos desaparecidos, producción realizada a beneficio de las Abuelas de Plaza de Mayo, y como homenaje a las víctimas del terrorismo de Estado llevado a cabo por el Proceso de Reorganización Nacional (1976-1983).
Las letras del álbum (musicalizadas por La Pandilla) consisten en poemas escritos por jóvenes detenidos durante la citada dictadura militar; este trabajo contó con destacados músicos del rock argentino como invitados, como Ricardo Mollo, Ciro Pertusi, Ricardo Iorio, Palo Pandolfo o el Tano Marciello, entre otros.
En 2004 es lanzado su cuarto álbum, se trata de una producción independiente homónima con 11 canciones.

## Discografía
- Ángeles con cara sucia (1992)
- Siam Di Tella (1997)
- 30.000 gritos (2001)
- La Pandilla del Punto Muerto (2004)

## Integrantes
- Fabián Peluzzi - voz
- Néstor Coco Miner - guitarra
- Chupete Ramírez - guitarra, voz
- Julio Arce - bajo
- Guillermo Gómez - batería
- Cachilo González - percusión

Miembros anteriores
- Rubén Hanchuk
- Marcelo Katz
- Jorge Alaníz
- Víctor Ferreyra